# Spilosoma mediocincta
Spilosoma mediocincta är en fjärilsart som beskrevs av Edward Alfred Cockayne 1948. Spilosoma mediocincta ingår i släktet Spilosoma och familjen björnspinnare. Inga underarter finns listade i Catalogue of Life.